# Grywałd
Grywałd (dt. Grünewald) ist eine Ortschaft mit einem Schulzenamt der Gemeinde Krościenko nad Dunajcem im Powiat Nowotarski der Woiwodschaft Kleinpolen in Polen.

## Geographie
Der Ort liegt entlang des Bachs Lubań unter den Gorcen (Lubań). Der Ortsteil Dziadowe Kąty am gleichnamigen Bach wurde als unabhängige sołectwo (Schulzenamt) abgetrennt.

## Geschichte
Der Ort wurde im Jahre 1330 als Grunevald und 1335 als Grunvald erstmals erwähnt. Der Name ist abgeleitet vom deutschen Grünewald. Wahrscheinlich hatte er schon im 14. Jahrhundert eine römisch-katholische Kirche. Er gehörte der Starostei in Czorsztyn.
Bei der Ersten Teilung Polens kam das Dorf 1772 zum neuen Königreich Galizien und Lodomerien des habsburgischen Kaiserreichs (ab 1804).
1918, nach dem Ende des Ersten Weltkriegs und dem Zusammenbruch der k.u.k. Monarchie, kam Grywałd zu Polen. Unterbrochen wurde dies nur durch die Besetzung Polens durch die Wehrmacht im Zweiten Weltkrieg.
Von 1975 bis 1998 gehörte Grywałd zur Woiwodschaft Nowy Sącz.

## Sehenswürdigkeiten
- Holzkirche, gebaut im 15. oder 16. Jahrhundert

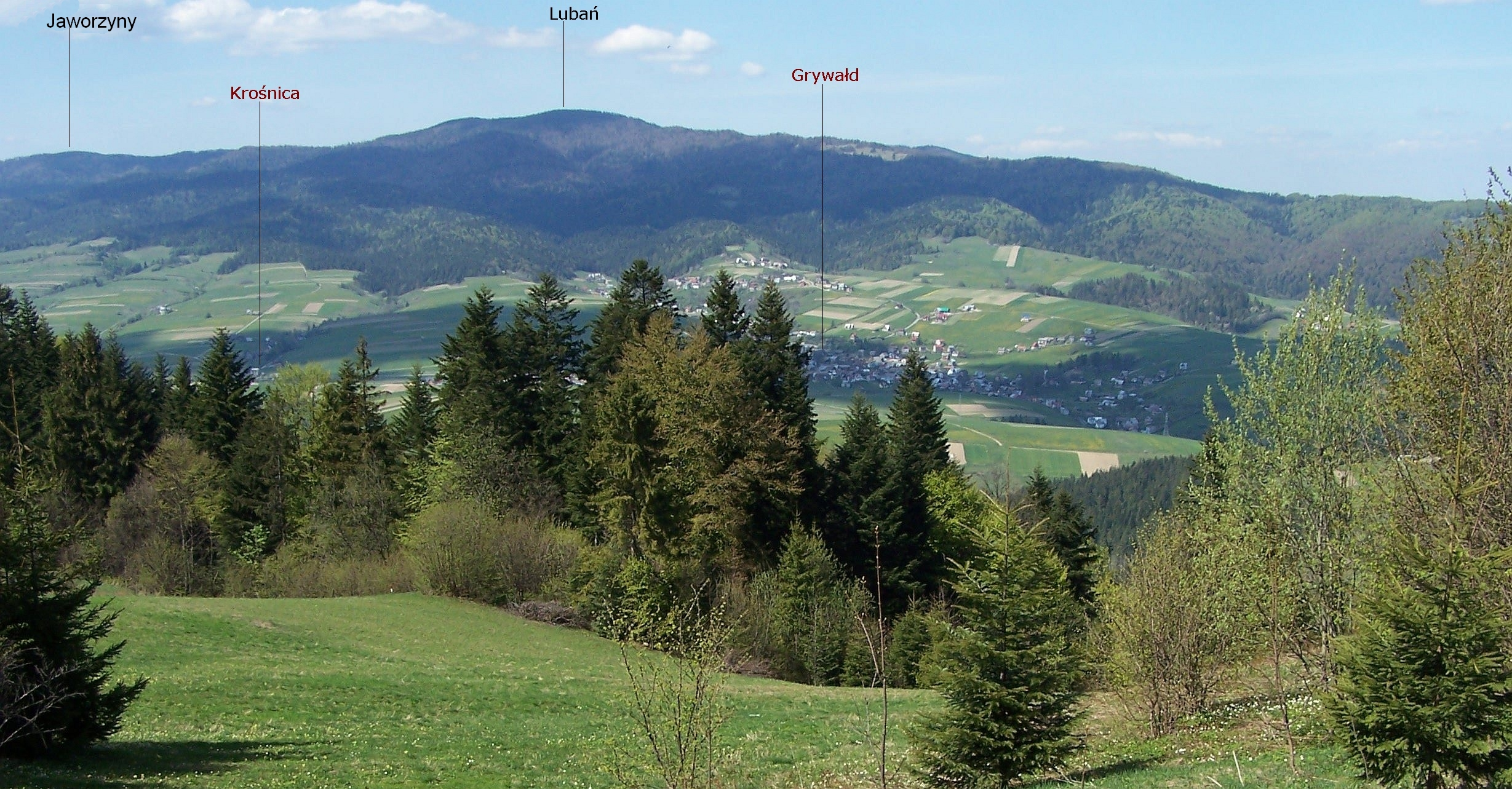
Ortsansicht
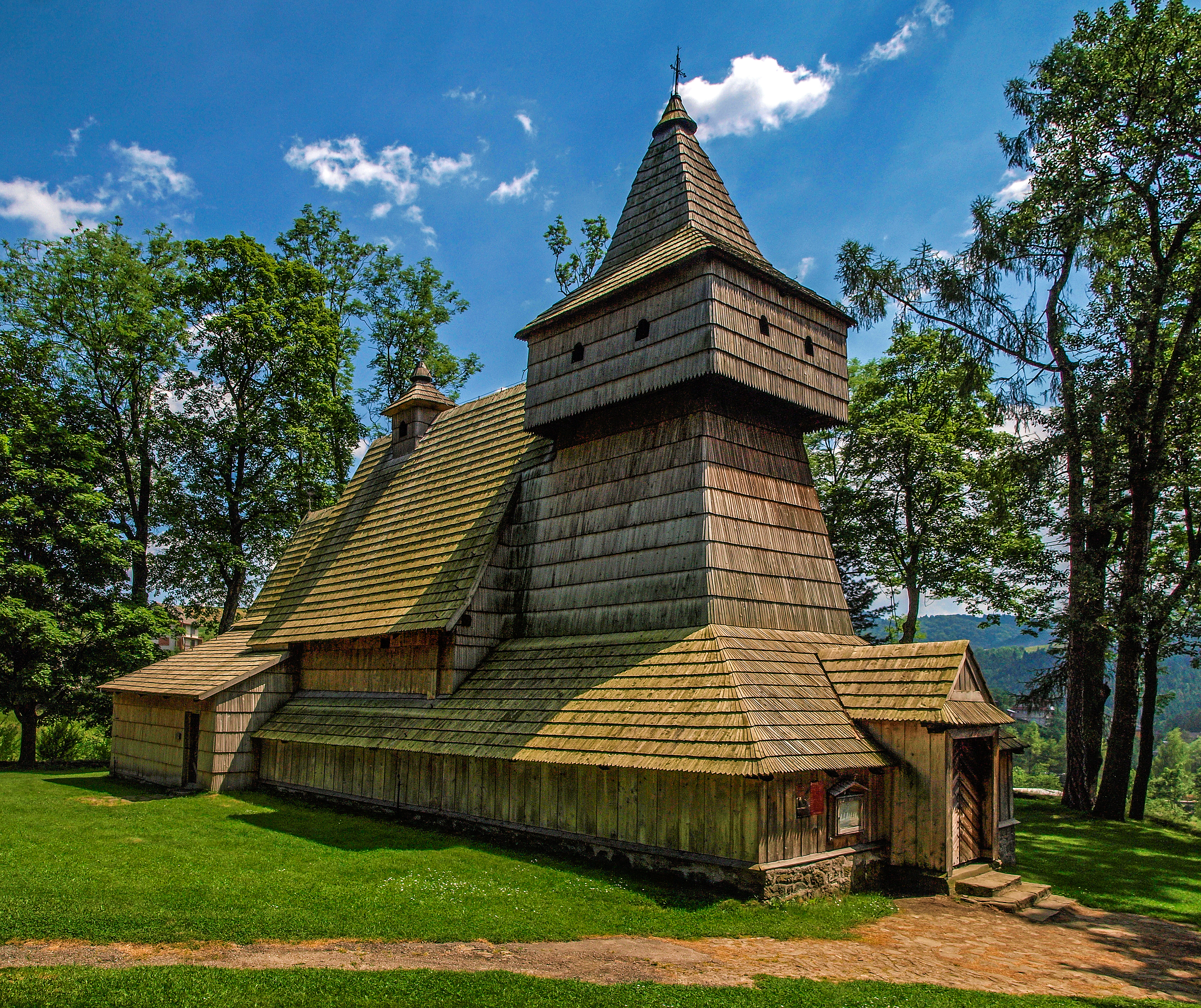
Holzkirche
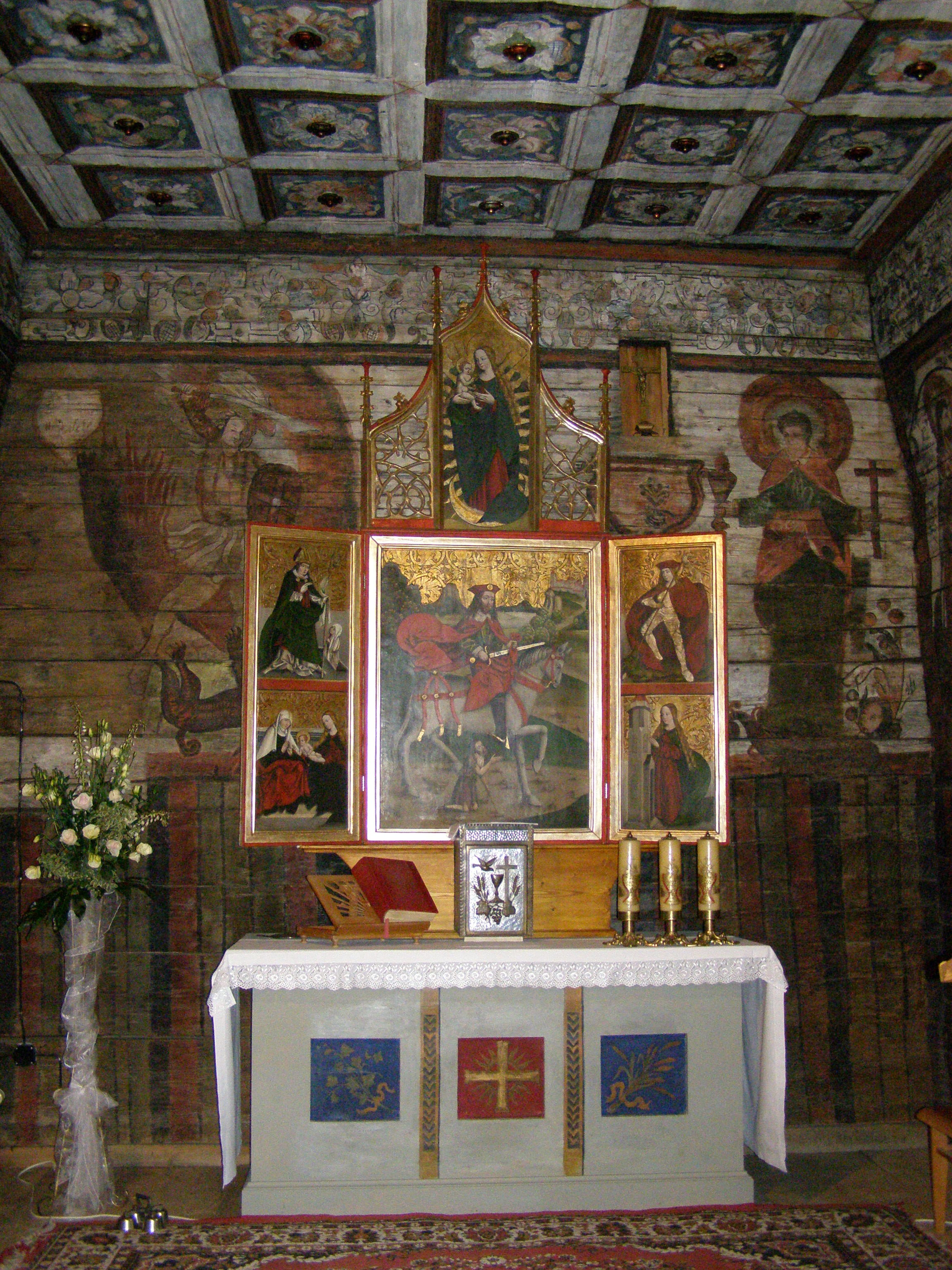